# Barbus tomiensis
Barbus tomiensis е вид лъчеперка от семейство Шаранови (Cyprinidae).

## Разпространение
Видът е разпространен в Централноафриканска република.

## Описание
На дължина достигат до 6,2 cm.